# Ciudad Sandino
För andra betydelser, se Ciudad Sandino (olika betydelser).
Ciudad Sandino är en kommun och förort till Nicaraguas huvudstad Managua. Den är belägen strax väster om Managua och kommunen hade en beräknad folkmängd på 101 929 invånare år 2012. Staden tillhör Managuadepartementet och ligger vid Managuasjöns södra kust, strax söder om Chiltepehalvön. Kommunen har fått sitt namn efter nationalhjälten Augusto César Sandino.

## Geografi
Ciudad Sandino gränsar till kommunerna Mateare i norr, Managua i öster och söder och Villa Carlos Fonseca i väster, samt till Managuasjön i nordost.

## Natur

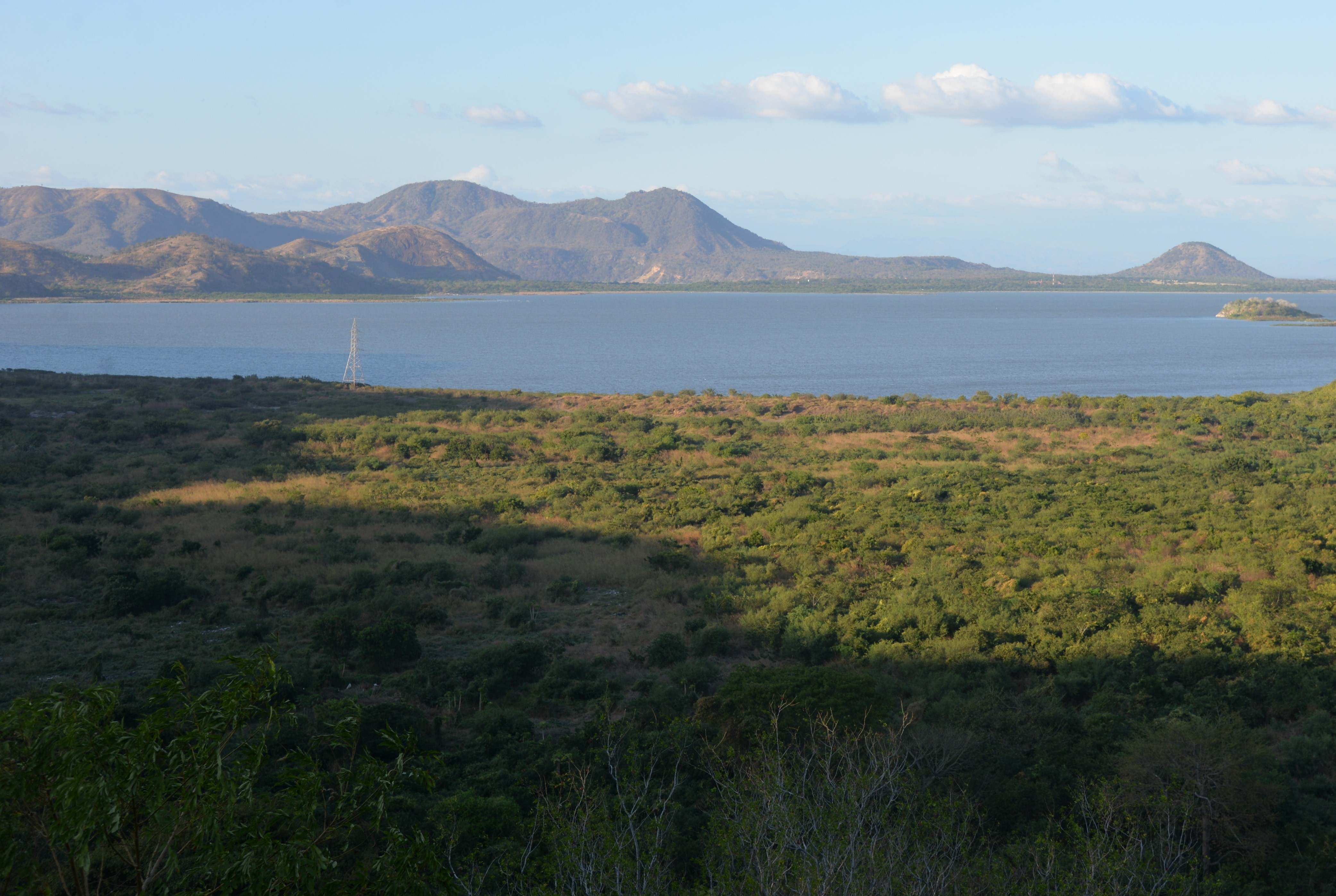
Vy från Cuesta del Plomo

Kommunen har tre naturområden där man kan vandra, studera växt- och djurlivet samt njuta av fina vyer över omgivningarna: Mirador Oro Verde, Mirador la Rapadura och Cerro Motastepe. Från toppen av berget Cerro Motastepe har man en fin utsikt över huvudstaden Managua. En fjärde utsiktplats finns vid Martyrernas Monument vid vägen Cuesta del Plomo till centrala Managua, varifrån man har en fin vy över Managuasjön och Chiltepehalvön.

## Historia
På 1960-talet var kommunen en jordbruksbygd med omfattande bomullsodlingar. Efter att Managuasjön översvämmat 1969 gjordes en av bomullsplantagerna om till en förort vid namn OPEN 3, där de drabbade kunde köpa en bit mark på kredit. Tre år senare, after att Managua ödelagds av en jordbävning, ökade befolkningen kraftigt. Efter revolutionen 1979 döptes platsen om till Ciudad Sandino, på initiativ av den lokale sångaren och låtskrivaren Alberto “El Gato” Aguilar.
Ciudad Sandino tillhörde Managuas kommun fram till 2000, då den bröts ur för att bli en självständig kommun.

## Transporter
Ciudad Sandino ligger längs den nya landsvägen mellan Managua och León, med täta bussförbindelser i båda riktningarna. Från de olika stadsdelarna finns det också lokalbussar till Mercado Oriental i Managua. 

## Kultur
Ciudad Sandino är en multikulturell kommun då befolkningen har invandrat från många olika delar av Nicaragua, och varje grupp utövar sina egna traditioner. Det finns många lokala dansgrupper i Ciudad Sandino och i augusti varje år ordnas det en stor folkdansfestival. En av de mest kända folkdansgrupperna är Song Pinolero. Ciudad Sandino har också många musikgrupper, som exempelvis Bandas filarmónicas, Los Clásicos, La Comarca, La Cuadra, Eco Latino, Fórmula 5,  Los Grandes del Ayer och La Madrugada. Kommunens officiella sång är Quincho Barrilet, komponerad av Carlos Mejía Godoy.
I centrala Ciudad Sandino ligger Museo Municipal Sandino (Kommunala Sandinomuseet), med arkeologiska fynd från trakten. Bland annat har de en samling stora begravningsurnor från den förkoloniala tiden.

## Religion
I Ciudad Sandino har varje stadsdel sitt eget helgon som de firar. Kommunens främsta kyrka är San Francisco Xavier, som är den näst största kyrkan i Managua departementet. Kyrkan ligger i en liten park och har en modern öppen arkitektur med stora glasfönster över altaret.

## Kända personer
- Maura Clarke (1931-1980), Maryknoll nunna[8][9]
- Pedro Miguel García, präst, en av Ciudad Sandinos grundare[9]
- Gilberto “Barata” Barberena Hurtado (c.1945-2011), lokal aktivist, en av Ciudad Sandinos grundare[9]
- Alberto “El Gato” Aguilar, sångare och låtskrivare[5][6]
- Yader Cardoza (1989-), boxare[10]